# Deutsche Fechtmeisterschaften 1967
Bei den Deutschen Fechtmeisterschaften 1967 wurden Einzel- und Mannschaftswettbewerbe in den Disziplinen Herrendegen, Herrensäbel und Herrenflorett ausgetragen. Bei den Damen wurde nur Florett gefochten. Die Meisterschaften wurden vom Deutschen Fechter-Bund organisiert.

## Herren

### Florett (Einzel)
| Platz | Sportler         | Verein       |
| ----- | ---------------- | ------------ |
| 1     | Jürgen Brecht    | OFC Bonn     |
| 2     | Toni Stock       | TSG Weinheim |
| 3     | Friedrich Wessel | OFC Bonn     |

### Florett (Mannschaft)
| Platz | Verein                 | Sportler |
| ----- | ---------------------- | -------- |
| 1     | OFC Bonn               |          |
| 2     | TSV Tauberbischofsheim |          |
| 3     | FCR Hamburg            |          |

### Degen (Einzel)
| Platz | Sportler         | Verein          |
| ----- | ---------------- | --------------- |
| 1     | Dieter Jung      | SC Würzburg     |
| 2     | Paul Gnaier      | Heidenheimer SB |
| 3     | Friedrich Wessel | OFC Bonn        |

### Degen (Mannschaft)
| Platz | Verein                 | Sportler                                                                 |
| ----- | ---------------------- | ------------------------------------------------------------------------ |
| 1     | TSV Tauberbischofsheim | Günther Zwerger Jürgen Hehn Harald Hein Reinhold Behr Elmar Beierstettel |
| 2     | DFC Düsseldorf         |                                                                          |
| 3     | OFC Bonn               |                                                                          |

### Säbel (Einzel)
| Platz | Sportler        | Verein         |
| ----- | --------------- | -------------- |
| 1     | Walter Köstner  | FCR Hamburg    |
| 2     | Percy Borucki   | SC Rei Koblenz |
| 3     | Dieter Wellmann | OFC Bonn       |

### Säbel (Mannschaft)
| Platz | Verein         | Sportler |
| ----- | -------------- | -------- |
| 1     | OFC Bonn       |          |
| 2     | SC Rei Koblenz |          |
| 3     | FSG Iserlohn   |          |

## Damen

### Florett (Einzel)
| Platz | Sportler           | Verein                |
| ----- | ------------------ | --------------------- |
| 1     | Heidi Schmid       | TSV Schwaben Augsburg |
| 2     | Gudrun Theuerkauff | OFC Bonn              |
| 3     | Ingrid Mielke      | Kölner FK             |

### Florett (Mannschaft)
| Platz | Verein       | Sportler |
| ----- | ------------ | -------- |
| 1     | OFC Bonn     |          |
| 2     | TSG Weinheim |          |
| 3     | Kölner FK    |          |